# Ephippiochthonius mahnerti
Espèce
Synonymes
- Chthonius mahnerti Zaragoza, 1984

Ephippiochthonius mahnerti est une espèce de pseudoscorpions de la famille des Chthoniidae.

## Distribution
Cette espèce est endémique du Pays valencien en Espagne,. Elle se rencontre dans la grotte Cova del Bolumini à Beniarbeig.

## Description
Les mâles mesurent de 1,80 à 2,20 mm et les femelles de 1,92 à 2,08 mm.

## Étymologie
Cette espèce est nommée en l'honneur de Volker Mahnert.

## Publication originale
- Zaragoza, 1984 : Un nuevo Chthonius cavernicola de la Provincia de Alicante. (Arachnida: Pseudoscorpionidea, Chthoniidae). Mediterranea, no 7, p. 49-54.